# Strage di Marzagaglia
La strage di Marzagaglia fu uno scontro violento fra braccianti e proprietari terrieri avvenuto il 1 luglio 1920 nel territorio di Gioia del Colle in Puglia, nel quadro delle fortissime tensioni sociali diffuse nelle campagne italiane dopo la prima guerra mondiale.

## Contesto storico
Durante il "biennio rosso" (1919-1920) in Italia, miseria, fame, disoccupazione e inflazione alimentarono il malcontento verso lo Stato e la vecchia classe dirigente liberale, incapace di mantenere le promesse fatte durante la guerra. La crisi fu particolarmente acuta nel Mezzogiorno d'Italia, dove l'arretratezza economica e sociale era più marcata. In Puglia, ad esempio, la mortalità infantile nel 1920 era estremamente alta. C'era miseria e disperazione tra le masse contadine che vivevano nelle campagne e nei centri rurali. Nel meridione, dove l'agricoltura era ancora dominata dal latifondo, c'erano grandi aspettative tra i contadini di un migliore accesso alla terra.
I contadini pugliesi, reduci dalla Prima Guerra Mondiale, avevano sviluppato una coscienza politica più matura e militante. L'influenza della Rivoluzione d'ottobre e la promessa governativa di distribuire terre ai contadini alimentarono le loro speranze di migliorare le condizioni di vita. Il "biennio rosso" in Puglia fu caratterizzato da una stagione di intense lotte sociali, con scioperi contro il carovita, per aumenti salariali, per la giornata lavorativa di otto ore e per solidarietà con le repubbliche sovietiche. Questi scioperi, talvolta violenti, portarono a episodi di repressione poliziesca e scontri sanguinosi tra i braccianti e i proprietari terrieri. La resistenza degli agrari e il ricorso alla violenza per mantenere lo status quo crearono un clima di forte conflitto sociale.
L'introduzione del Decreto Visocchi-Falcioni (1919) che intendeva promuovere l'accesso temporaneo a terreni incolti, creò un'incertezza applicativa che acuì la situazione. Gli agrari rifiutavano qualsiasi compromesso, preferendo la repressione violenta. Questo portò a sanguinosi scontri e alla formazione di nuove organizzazioni sindacali e politiche tra i lavoratori. L'eccidio di Marzagaglia è considerato il culmine violento di queste tensioni e scontri, sebbene non fu il solo scontro violento.

## Eventi
Negli ultimi mesi del 1919, il movimento dei braccianti di Gioia del Colle intensificò le lotte per l'applicazione del Decreto Visocchi, in un clima di crescente conflitto di classe che coinvolse l'intera provincia di Bari. Nonostante le intimidazioni degli agrari, il movimento restò compatto e, dopo uno sciopero generale proclamato per marzo, insistette sulla creazione di commissioni paritetiche per mediare tra agrari e braccianti come previsto dalla legge. Gli agrari di Gioia rifiutarono qualsiasi dialogo. I braccianti occuparono pacificamente il campo d’aviazione per sollecitare l'attuazione delle circolari prefettizie e l'adozione di misure urgenti per le opere pubbliche. La pressione dei contadini portò alla costituzione della commissione paritetica all'inizio di giugno, ma gli agrari continuarono a opporsi fermamente.
Dal 13 giugno 1920, lo scontro si inasprì ulteriormente: gli agrari denunciarono gli accordi raggiunti e minacciarono di usare la forza contro i braccianti. Il 28 giugno, i proprietari spararono su contadini che chiedevano il salario per lavori loro assegnati dalla Commissione paritetica e dalla Commissione comunale dell’Ufficio di collocamento: ne ferirono cinque. Due giorni dopo, il 30 giugno, circa trenta braccianti si recarono alla Masseria di Girardi Natale per richiedere il pagamento, ma furono respinti. Il giorno successivo, oltre cento braccianti ritornarono. Vi trovarono una resistenza armata organizzata dai proprietari terrieri e da sicari. La banda armata degli agrari prima sparò sulla folla dalla masseria e poi inseguì a cavallo i contadini che scappavano, continuando a sparare. Uccisero 6 persone (di età compresa fra i 16 e i 70 anni) e ne ferirono 32.
Dopo l'eccidio, la reazione dei contadini fu intensa, con scioperi generali e manifestazioni di protesta. Scatenarono anche rappresaglie che comportarono l'uccisione di tre proprietari terrieri estranei ai fatti e il ferimento di altri.

## Reazioni ed esiti
La squadra responsabile dell'eccidio iniziale rimase nascosta. Alcuni contadini furono arrestati insieme al Segretario della federazione provinciale del Psi, Nicola Capozzi.
L'eccidio ebbe una eco nazionale e generò numerose manifestazioni di solidarietà in Puglia e altrove nel Paese. La solidarietà del movimento popolare portò alla liberazione di alcuni leader arrestati e alla costituzione di commissioni paritetiche per l'avviamento al lavoro.
Tuttavia, la repressione e la violenza continuarono, con gli agrari che mantennero il loro potere attraverso la forza e l'intimidazione.
L'istruttoria del processo per l'eccidio di Marzagaglia durò circa due anni, coinvolgendo direttamente 121 denunciati, di cui 88 braccianti e 33 proprietari. Il processo si concluse con l'assoluzione dei proprietari terrieri per legittima difesa. Anche i contadini accusati furono assolti, ad eccezione di due condannati per omicidio. La sentenza fu emessa dalla Corte d’Assise di Bari nell’agosto del 1922, nel mezzo di forti tensioni da guerra civile.
Questo verdetto (inteso al tempo come di pacificazione) legittimò ulteriormente la violenza dei latifondisti e della borghesia rurale contro il movimento  contadino in Puglia, segnando una sconfitta per le aspirazioni di giustizia e equità sociale.